# الجنود الأطفال في الهند
الجنود الأطفال في الهند وفقًا لبيتر سينجر يعد استخدام الأطفال الجنود في الهند أمرًا شائعًا، وأن ما يصل إلى سبعة عشر فصيلة مسلحة تستخدم الجنود الأطفال في منطقة كشمير. تقول رادها كومار أن المناطق التي تعتمد على اقتصاد زراعي ستنتج مقاتلين غير متعلمين عادة، وفي منطقة يطول فيها الصراع يصبح استخدام الجنود الأطفال أمرًا شائعًا. وفقًا لتقرير صادر عن مركز دراسة النزاعات فإنه يتم استخدام الجنود الأطفال في مناطق آسام ومانيبور وناغالاند وأندرا براديش وتشهاتيسجاره وجارخاند وكارناتاكا ومهاراشترا وجامو وكشمير، وأن الأطفال يتم استخدامهم من قبل كل من الدولة والمتمردين. يعتبر استخدام الأطفال كجنود من قبل الدولة والجهات الفاعلة غير الحكومية انتهاكًا لاتفاقية جنيف واتفاقية حقوق الطفل.

## تشاتيسغار
في ولاية تشاتيسغار تشير التقديرات إلى أن ما يصل إلى 90.000 طفل متورطون في تمرد الناكساليت المستمر. يتم استخدام غالبية الأطفال من قبل المسلحين، على الرغم من أن الميليشيات المدعومة من الحكومة تستخدمهم أيضًا. ذكر المركز الآسيوي للموارد القانونية أن جماعات حقوق الإنسان قد أعربت عن مخاوفها بشأن استخدام الأطفال الجنود من قبل الدولة والناكساليت. وبحسبهم فإن ما يصل إلى 118 منطقة في الهند تواجه تمردًا مسلحًا وأن الأطفال استخدموا من قبل الجانبين في هذه النزاعات. كما اتهمت هيومن رايتس ووتش قوات الأمن الهندية باستخدام الأطفال كجواسيس ورسل، على الرغم من نفي الحكومة الهندية هذا الادعاء. ذكر تقرير المنظمة الدولية لتجنيد الأطفال في عام 2008 أنه كان هناك تجنيد للأطفال من قبل الجماعات المدعومة من الدولة في المنطقة. على الرغم من أن غالبية الجنود الأطفال استخدموا من قبل المسلحين.